# Industrial Bank
Industrial Bank Co., Ltd. (förenklade kinesiska tecken: 兴业银行, traditionella kinesiska tecken: 興業銀行, pinyin: Xīngyè Yínháng), är en kinesisk statlig bankkoncern och rankas år 2017 som världens 63:e största publika bolag och den åttonde största banken i Kina.